# Pomport
Pomport là một xã, nằm ở tỉnh Dordogne vùng Aquitaine của Pháp. Xã này có diện tích 19,55 kilômét vuông, dân số năm 2006 là 769 người. Xã nằm ở khu vực có độ cao trung bình 155 m trên mực nước biển.

## Thông tin nhân khẩu
| Năm    | 1962 | 1968 | 1975 | 1982 | 1990 | 1999 | 2006 |
| ------ | ---- | ---- | ---- | ---- | ---- | ---- | ---- |
| Dân số | 868  | 765  | 673  | 641  | 655  | 707  | 769  |